# Hey Arnold!
Hey Arnold! is een Amerikaanse tekenfilmserie gemaakt door Nickelodeon.
In Nederland werd het eerst uitgezonden bij de VPRO tijdens Villa Achterwerk. Sinds 23 februari 2002 werd de serie uitgezonden door Kindernet / Nickelodeon en later ook door Nicktoons.
In Vlaanderen werd de reeks uitgezonden van 1 december 1997 tot en met 31 oktober 2003 op Ketnet in het Engels met ondertiteling. De laatste tien afleveringen werden eerst op Ketnet uitgezonden alvorens ze in de Verenigde Staten te zien waren. De serie eindigde in België op 26 april 2002 en in de Verenigde Staten op 8 juni 2004.
Later verscheen Hey Arnold ook in Vlaanderen op  Nickelodeon. Van 26 maart 2016 tot en met 31 december 2016 werd het herhaald door VIER tijdens VIER Toons.

## Het verhaal
Alle afleveringen spelen zich af in de fictieve Amerikaanse stad ‘Hillwood’ (Craig Bartlett verklaarde in een interview dat deze stad is gebaseerd op Seattle, afgewisseld met een aantal elementen van New York).
Arnold, een jongen wiens ouders jaren geleden vermist zijn geraakt. Nu woont hij in een groot huurhuis (Sunset Arms pension) dat gerund wordt door zijn grootouders. Zij zijn, samen met de huurders, allesbehalve kindvriendelijk, hoewel ze het goed bedoelen en zijn oma nog eens een klein oogje naar Arnold kan omkijken. Daarom moet Arnold zich buitenshuis proberen te vermaken en dat lukt hem aardig. Hij kan regelmatig langsgaan bij zijn vrienden Gerald, Harold, Sid en Stinky.
Helga, een vervelend meisje met een roze strik in haar haar, is erg verliefd op Arnold, maar laat dit nooit zien. Integendeel: ze doet alles om hem het leven onmogelijk te maken. Achter haar kleerkast in haar slaapkamer bouwt ze aan een levensgroot beeld van Arnold, bestaande uit platgekauwde kauwgum.

## De personages

### De hoofdrollen
- Arnold (Toran Caudell / Phillip van Dyke / Spencer Klein): de jongen met het rugbybalhoofd rond wie alles draait. Hij heeft lange pieken geel haar, dat vanonder zijn kleine blauwe petje uitsteekt.
- Oma Gertie: een kranige oude dame, die toch nog naar Arnold omkijkt. Ze doet soms alsof ze iemand anders heet. Dat zou kunnen duiden op dementie.
- Opa Phil: een typische opa, die nogal nors uit de hoek kan komen. Maar die altijd goede raad heeft voor Arnold.
- Gerald M. Johanssen (Jamil Walker Smith): de beste vriend van Arnold. Hij is een bruine jongen met een grote kop krullend haar, dat in de vorm van een cilinder op zijn hoofd staat.
- Helga G. Pataki: het vervelende meisje dat Arnold het leven zuur probeert te maken, maar toch een groot geheim verbergt. Ze is namelijk verliefd op Arnold.
- Sid (Sam Gifaldi): ook een goede vriend van Arnold. Hij draagt een zwarte jas en een groen petje achterstevoren.
- Stinky Peterson (Christopher Walberg): tevens een vriend van Arnold en verzot op chocolade en ijs. Hij is zeer lang en mager.
- Harold Berman: Is de bullebak van de kinderen. Hij is 13 jaar oud en heeft een opvallend uitstekende tand. En een baseballpet op. Vaak heeft hij gele ogen, maar soms zijn ze ook gewoon wit. In één aflevering houdt hij zijn bar mitswa, wat er op duidt dat hij joods is.
- Rhonda Wellington Lloyd: Ze is de mode-expert van de kinderen. Hoewel ze in de meeste afleveringen toch hetzelfde aanheeft.
- Phoebe Heyerdahl: Ze is een slim meisje dat vaak bij Helga is.
- Eugene Horowitz: Hij heeft altijd heel veel pech. En zegt dan altijd: 'Ik ben oké!'

### De andere kinderen
- Jordy: een jongen met een bril die graag in het donker naar anderen loert en in hun nek hijgt met zijn hete adem. Vooral Helga, maar die slaat hem ook bewusteloos. In de Engelse versie heet hij Brainey.
- Kaboutermeisje: een jong meisje bij de kabouter-padvinderij, dat chocolade aan huis verkoopt.
- Chocoladejongen: een jongen die erg verslaafd is aan chocolade en er alles voor over heeft. Later mocht hij geen chocolade meer en at hij groente, waardoor zijn naam veranderde in Groentejongen.
- Connie: een meisje uit groep acht, dat samen met haar vriendin Maria uit ging met Arnold en Gerald om hun vriendjes jaloers te maken. Zij is de blanke meid.
- Maria: vriendin van Connie, die samen met Arnold en Gerald uit gingen om hun vriendjes jaloers te maken. Zij is de zwarte meid.
- Curly: zijn echte naam is Thaddeus Gammelthorpe. Hij is een jongen met nogal psychische problemen. Ieder keer als hij meent dat hem onrecht is aangedaan, wil hij wraak nemen. Hij maakte zijn debuut in een aflevering waarin Eugene Horowitz werd beschuldigd van het veroorzaken van een vals brandalarm. Hij is verliefd op Rhonda en wil haar kost wat kost de zijne maken.
- Torvald: een grote jongen van een jaar of zestien die nog altijd in groep zes zit, omdat hij slecht is in leren. Hij is echter enorm groot en gespierd.
- Ludwig: een andere pestkop, die later een vriend wordt van Wolfgang.

### De huurders
- Ernie Potts: Hij werkt bij het sloopbedrijf en heeft ongeveer 500 gebouwen gesloopt, waarvan hij steeds een stukje in zijn kamer bewaart.
- Mr. Hyunh: kwam vanuit Vietnam naar de stad om te zoeken naar zijn dochter (deze stuurde hij 20 jaar daarvoor naar deze stad tegen de oorlog). In ‘Arnolds Kerst’ vindt hij haar, maar ze verschijnt hierna nooit meer in het programma. Mr. Huynh werkt in het restaurant ‘El Patio’.
- Oskar Kokoshka: Oskar is erg materialistisch en zet zijn vrouw en vrienden altijd op de tweede plek. Hij is altijd op zoek naar werk maar hij kan niet goed lezen. In ‘Oskar gets a job’ krijgt hij wel werk maar na deze aflevering is hij toch steeds weer werkloos. Zijn naam is gebaseerd op de bekende Oostenrijkse kunstenaar Oskar Kokoschka. Zijn nationaliteit is onbekend. Het is wel met zekerheid vast te stellen dat het een Oost-Europese nationaliteit is. Alleen de ene keer is hij een Tsjech of een Slowaak uit het voormalige Tsjechoslowakije, maar in een ander aflevering, waarin iedereen net deed alsof ze familie zijn van meneer Hyunh, zei Oskar dat hij zijn Litouwse halfbroer is. Zijn accent doet weer vermoeden dat hij Hongaars is. In het Servisch en in het Bulgaars betekent zijn achternaam hennetje.
- Suzie Kokoshka: Suzie is de vrouw van Oskar en van haar krijgt hij meestal zijn geld.
- Mr. Smith: Mr. Smith is een heel gesloten persoon die zijn ontbijt altijd krijgt toegezonden en zijn huur in een kluis legt. Wel is van hem bekend dat hij in een aflevering twee pakjes krijgt. Met in (zeker) een van deze een foto van alle huurders inclusief Arnold, Opa Phil en Oma Gertie, op deze foto staat gedrukt: ‘My family’. In het tweede seizoen wordt hij echter niet genoemd, mogelijk is hij vertrokken.

### Familie van Arnold
- Mitzi: Mitzi is Opa Phils tweelingzus (ze is 6 minuten ouder).
- Arnie: Arnie is de neef van Arnold. Hij lijkt in veel opzichten op Arnold, alleen is Arnie een buitenbeentje die als hobby's stof verzamelen en dingen tellen. Ondanks zijn vreemd gedrag, wordt Lila Sawyer erg verliefd op hem, waardoor Arnold jaloers wordt. Later maakt Arnie hun verkering uit, omdat hij valt op Helga. In een andere aflevering bezoekt Arnold zijn neef Arnie op het platteland en ontdekt dat het erg lijkt als bij hem thuis. Ook op hem is een meisje verliefd, Hilda, die te vergelijken is met Helga. Arnie schijnt het syndroom van Asperger te hebben.
- Miles: Miles is de vader van Arnold. Hij was enig kind. Hij was een wetenschapper/arts die de wereld over reisde om mensen zonder zorg te verzorgen. 2 à 3 jaar na de geboorte van Arnold, moesten hij en de moeder weer op missie en stortte hun vliegtuig neer.
- Stella: Stella is Arnolds moeder. Zij was een botanicus/arts. Haar vader heette Arnold (hiernaar is Arnold vernoemd).
- Opa Phils grootvader: "Dat is het probleem van onze samenleving – mensen hebben geen werk ethiek meer!" is het enige wat hij heeft gezegd in de afleveringen. Dat gaf Opa Phil ook door aan Arnold. Maar net als zijn grootvader bij hem deed, gooide hij een sneeuwbal tegen Arnold waarna ze gingen spelen in de sneeuw.

### Familie van overige spelers
- "Big Bob" Pataki: Helga's vader. Hij is de eigenaar van ‘Big Bobs Buzzer’. Hij is gek op zijn eerste dochter Olga, van wie de prijzen en certificaten thuis aan de wand hangen, in tegenstelling tot Helga.
- Miriam Pataki: Helga's moeder. Over haar is weinig bekend, behalve dat ze de hele dag de prijzen van Olga stoft en dat zonder haar de levens van "Big Bob" en Helga uiteen zouden vallen.
- Olga Pataki: Ze is de slimme, gewilde en getalenteerde zus. Ze wint veel prijzen. Van Helga wordt geacht hetzelfde te doen, maar dat zit niet bepaald in haar.
- Martin Johanssen: Hij is de vader van Gerald. Over hem is niets bekend, behalve dat hij diende in de Vietnamoorlog.
- Mevr. Johanssen: Zij is de moeder van Gerald. We weten alleen dat ze achter de kassa staat in de buurtshop.
- Jamie O. Johanssen: De Grote broer van Gerald. Hij mag al een auto besturen dus zit waarschijnlijk al op de middelbare school. Ook zit hij op school in een worstelteam.
- Timberly Johanssen: Geralds jonge zusje. Ze is 4 jaar oud.
- Jerry en Marilyn Berman: Harolds ouders. Over hen is niets bekend. Behalve dat ze van Joodse afkomst zijn.
- Harolds tante: Van haar is alleen bekend dat ze tijdens een grote sneeuwval riepen: ‘Geen sneeuwballen op bussen gooien!’
- Brooke Lloyd: De moeder van Rhonda, ze weigert te horen dat er iets mis is met Rhonda.
- Buckley Lloyd: De vader van Rhonda. Over hem is niets bekend, behalve dat hij rijk is.
- Kyo Heyerdahl: De vader van Phoebe. Hij is waarschijnlijk van Japanse afkomst.
- Reba Heyerdahl: De moeder van Phoebe, ze komt waarschijnlijk uit Kentucky, want daar is Phoebe geboren.
- Stinky's vader: Over hem is weinig bekend, maar komt voor in enkele afleveringen.
- Stinky's grootouders: Over hen is niets bekend, ze komen enkel voor in een droom van Stinky.
- Eugenes vader: Hij heet Nate of Ray (de andere is de vader van Sid), Horowitz. Hij doet niet veel anders dan te zeggen: 'Ben je OK? Hij is OK!' als Eugene weer iets heeft.
- Sids vader: Hij heet Nate of Ray (de andere is de vader van Eugene), hij zegt altijd als ze iets over hem zeggen: ‘Ik laat het u weten.’

## Films
In 2002 werd ook een film uitgebracht van Hey Arnold!: Hey Arnold! The Movie.
In deze film moeten Arnold en zijn vriend Gerald tot actie over gaan als een projectontwikkelaar hun buurt wil veranderen in een megawinkelcentrum. Met de hulp van een superheld zoeken ze naar de benodigde documenten om de buurt te redden.
In 2015 werd het aangekondigd dat er een nieuwe film in de maak is van de serie, genaamd Hey Arnold!: The Jungle Movie. Deze is 4 februari 2018 uitgezonden op Nickelodeon Nederland in de nagesynchroniseerde versie. De film dient als afsluiter van de serie. 

## Engelse stemmen
- Arnold – Alex D. Linz
- Gerald – Jamil Walker Smith
- Helga – Francesca Marie Smith
- Opa – Dan Castellaneta
- Brainy – Craig Bartlett
- Big Bob – Maurice LaMarche
- Oskar – Steve Viksten
- Mr. Hyunh – Baoan Coleman
- Harold – Justin Shenkarow
- Curly – Steven Hartman
- Oma – Tress MacNeille
- Stinky – Toran Caudell
- Eduardo – Carlos Alazraqui
- Big Patty – Danielle Judovits
- Nadine – Lauren Robinson
- Eugene – Christopher Castile
- Sid – Sam Gifaldi
- Phoebe – Anndi McAfee
- Mr. Simmons – Dan Butler
- Ernie Potts – Dom Irrera
- Rhonda – Olivia Hack
- Coach Wittenberg – Jim Belushi
- Dino Spumoni – Alan Paul
- Olga – Nika Futterman
- Laila – Ashley Buccille
- Miriam – Kath Soucie
- Pigeon man – Vincent Schiavelli
- Miles (Arnolds vader) – Craig Bartlett
- Stella (Arnolds moeder) – Tress MacNeille

## Nederlandse stemmen
De Nederlandse stemmenvertolking was als volgt:
| Rol                                                     | Acteur                             |
| ------------------------------------------------------- | ---------------------------------- |
| Arnold                                                  | Seb van den Berg                   |
| Gerald                                                  | Juliann Ubbergen / Maartje Nevejan |
| Helga                                                   | Maartje Nevejan                    |
| Opa, Brainy, Big Bob, Oskar, Mr. Hyunh, Harold en Curly | Tido Visser                        |
| Oma                                                     | Lucie de Lange / Maartje Nevejan   |
| Stinky                                                  | Sander van Amsterdam               |
| Eduardo                                                 | Ruben Lürsen                       |
| Big Patty en Nadine                                     | Marjolein Algera                   |
| Eugene                                                  | Ajolt Elsakkers                    |
| Sid                                                     | Jürgen Theuns                      |
| Phoebe                                                  | Priscilla Knetemann                |
| Mr. Simmons en Ernie Potts                              | Jan Nonhof                         |
| Rhonda                                                  | Janneke van Dooren                 |
| Coach Wittenberg en Dino Spumoni                        | Leo Richardson                     |
| Olga en Laila                                           | Marlies Somers                     |
| Miriam                                                  | Femke Mostert                      |
| Pigeon man                                              | Dennis Willekens                   |
| Miles (Arnolds vader)                                   | Hein van Beem                      |
| Stella (Arnolds moeder)                                 | Niki Romijn                        |
| Stoepjongen                                             | Joey Schalker                      |